# Sanharó
Sanharó este un oraș în Pernambuco (PE), Brazilia.